# Ferran Giner Peris
Ferran Giner Peris   (Alboraia, 27 de setembre de 1988) és un exjugador de futbol valencià que jugava habitualment d'extrem esquerre i ocasionalment de lateral esquerre. El 14 d'abril de 2025 va anunciar la seva retirada del futbol professional. És fill de l'exfutbolista Fernando Giner i Gil.

## Trajectòria
Giner es va formar a les categories inferiors del València CF, i va iniciar la seva trajectòria professional en clubs com el UE Alzira, CE Castelló, Burjassot CF, i Olímpic de Xàtiva.
El 2013 va fitxar pel Gimnàstic de Tarragona, on va jugar durant quatre temporades. Amb el Nàstic va aconseguir l'ascens a Segona Divisió A la temporada 2014-15.
El 2017 es va incorporar al RCD Mallorca, club amb el qual va assolir un nou ascens a Segona A el 2018. Va ser protagonista d'aquest èxit, especialment en el partit decisiu disputat a Anduva. Tot i una etapa breu, va deixar una empremta positiva entre l'afició per la seva entrega i caràcter.
Durant aquesta etapa, va patir una greu lesió que el va tenir vuit mesos fora dels terrenys de joc. En el seu retorn, va rebre una ovació del públic en un amistós a Inca, fet que el va commoure.
El gener de 2019, va fitxar per la UE Eivissa amb un contracte fins al juny de 2020. El club destacava la seva experiència i capacitat com a jugador de banda. El fitxatge per la UD Ibiza va ser anunciat oficialment per Amadeo Salvo, president del club, destacant la seva experiència i aportació després de superar una lesió. El tècnic Andrés Palop comptava amb ell per reforçar la lluita per l'ascens.
Posteriorment va tornar al Nàstic i va passar per clubs com l'Oriola CF, l'Atlètic Saguntí i el CD Acero, on va posar fi a la seva carrera professional.

## Perfil i retirada
Al llarg de la seva trajectòria, Ferran Giner va disputar més de 270 partits oficials entre Segona Divisió A, Segona B i Tercera RFEF. Destacava per la seva rapidesa, habilitat per desbordar i centrar, així com la seva polivalència entre la posició d'extrem i la de lateral esquerre.
El 14 d'abril de 2025, Ferran Giner va anunciar la seva retirada del futbol actiu, als 36 anys. Va explicar que la decisió no venia motivada per qüestions físiques, sinó per una nova etapa professional fora dels terrenys de joc. Va agrair el suport rebut per part d'aficions, clubs i companys durant tota la seva carrera.